# 琵琶山 (香港)
琵琶山（英語：Piper's Hill）是香港一座山峰，為九龍群山之一。位於九龍長沙灣以北，蘇屋西北，海拔僅229米。在香港行政區劃，山峰橫跨沙田區及深水埗區。九龍水塘的六號界石設在山頂處。琵琶山的東面為尖山，西面為蝴蝶谷，西北面則為金山
琵琶山的山頂附近設有直升機場，由琵琶山路連接大埔公路琵琶山段。琵琶山西南則是大埔公路琵琶山段與大埔道的交界處，並為郝德傑道豪宅區。

## 鄰近景點
- 元清閣
- 蝴蝶谷食水主配水庫 （页面存档备份，存于）
- 爾登華庭
- 聖辣法厄爾天主教墳場
- 大埔道濾水廠
- 保良局蔡繼有學校
- 琵琶山政府宿舍
- 明愛醫院
- 呈祥道臨時食水抽水站